# Masalcorreig
Masalcorreig o Masalcoreig (oficialmente y en catalán Massalcoreig) es un municipio español de la provincia de Lérida, en la comarca del Segriá, en Cataluña, situado al suroeste de la comarca en el límite con Aragón y en la confluencia de los ríos Cinca y Segre. Incluye el núcleo de Plá del Escarpe.

## Geografía humana

### Demografía
Cuenta con una población de 584 habitantes (INE 2024).
| Gráfica de evolución demográfica de Masalcorreig entre 1842 y 2021 |
| |
| Población de derecho según los censos de población del INE Población de hecho según los censos de población del INEEn estos censos se denominaba Masalcoreig: 1842, 1857, 1860, 1877, 1887, 1897, 1900, 1910, 1920, 1930, 1940, 1950, 1960, 1970 y 1981 |

| 1900 | 1930 | 1950 | 1970 | 1981 | 1986 | 2019 |
| ---- | ---- | ---- | ---- | ---- | ---- | ---- |
| 617  | 862  | 823  | 793  | 722  | 710  | 598  |

## Comunicaciones
Hace parada la línea nocturna de autobús NL1 Lérida - La Granja de Escarpe

## Economía
Agricultura de regadío y de secano, especialmente explotaciones frutícolas. Abundancia de melocotón, nectarina, albaricoque, manzana y pera.

## Lugares de interés
- Iglesia de San Bartolomé, de estilo neoclásico.
- Abadía de Santa María de Escarpe.

## Geografía
Masalcoreig es la única población de Cataluña por la que discurre el río Cinca. 